# Fischerstiege
Die Fischerstiege ist eine Straße im 1. Wiener Gemeindebezirk, der Inneren Stadt. Über sie wurden die gefangenen Fische von einem ehemaligen Donauarm in die Stadt gebracht; daher der Name.

## Geschichte

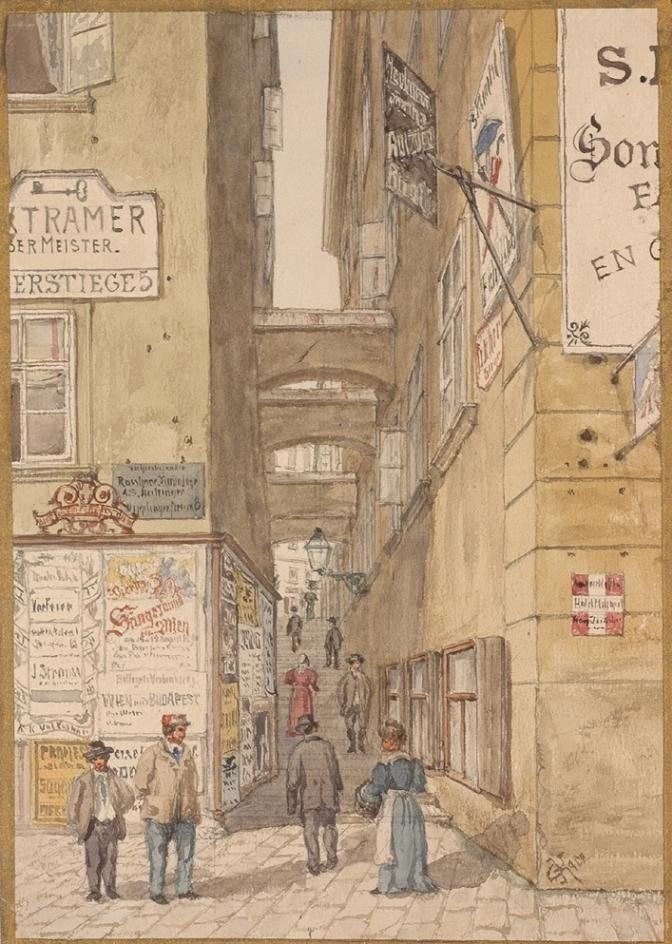
Fischerstiege (1902), Aquarell von Gustav von Korompay

Die Fischerstiege ist seit dem Mittelalter bekannt. Wo heute die Salzgries genannte Straße verläuft, befand sich damals der stadtnäheste Donauarm. 1373 ist der Name belegt, änderte sich 1451 kurzfristig in Fischergasse, und hieß danach wieder Fischerstiege. 1563 und 1642 wurde sie Gässel an der Fischerstiege genannt. Ab 1664 stand dann der heutige Name fest.
Im unteren Teil der Straße stand bis zu seiner Demolierung im ausgehenden 18. Jahrhundert ein Tor, das ein Relikt der alten Burgmauer war. Von diesem Tor bis zum Salzgries gabelte sich früher die Gasse. Der nach links abzweigende Ast hieß seit 1795 Wagnergassel oder -gässchen, seit 1862 Wachtelgasse (wahrscheinlich nach einem Hausschild). Er verschwand um 1900, als die Gegend neu überbaut wurde. Der rechts abzweigende Ast galt hingegen immer schon als Teil der Fischerstiege.

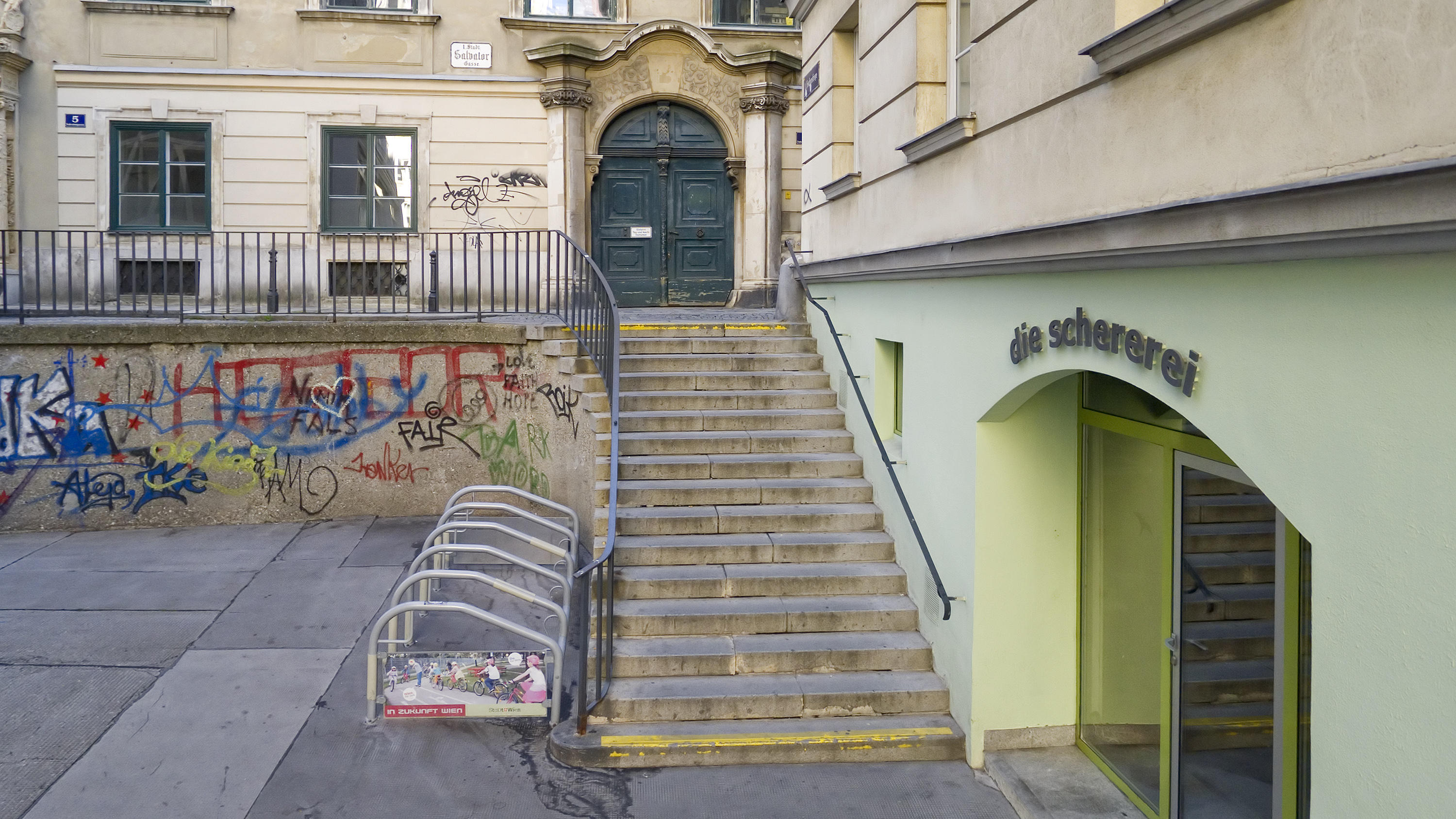
Fischerstiege, Stiege zur Salvatorgasse

## Lage und Charakteristik
Die Fischerstiege verläuft von der Salvatorgasse in nordöstlicher Richtung mit einer Biegung bei der Sterngasse nach Norden bis zum Salzgries. Von der Salvatorgasse führt eine Stiege bis vor die Sterngasse; ab dort handelt es sich um eine normale Gasse, die mit Gefälle bis zum Salzgries reicht. Dieser zweite Abschnitt wird als Einbahnstraße geführt. Es verkehren keine öffentlichen Verkehrsmittel auf der Fischerstiege.
Die Gasse hat, trotz ihres Alters, heute keinen mittelalterlichen Charakter mehr, abgesehen von ihrem gekrümmten Verlauf. Die Gebäude stammen großteils aus der Nachkriegszeit, als man die durch Bomben zerstörten alten Häuser durch Gemeindebauten ersetzte. Nur die beiden letzten Gebäude beim Salzgries stammen vom Ende des 19. Jahrhunderts. An der Fischerstiege liegen einige wenige Verkaufsgeschäfte, wie eine Buchhandlung und ein Friseur. Viele Geschäftslokale stehen aber leer, was der Gasse, zusammen mit Wandschmierereien, einen tristen Charakter verleiht.

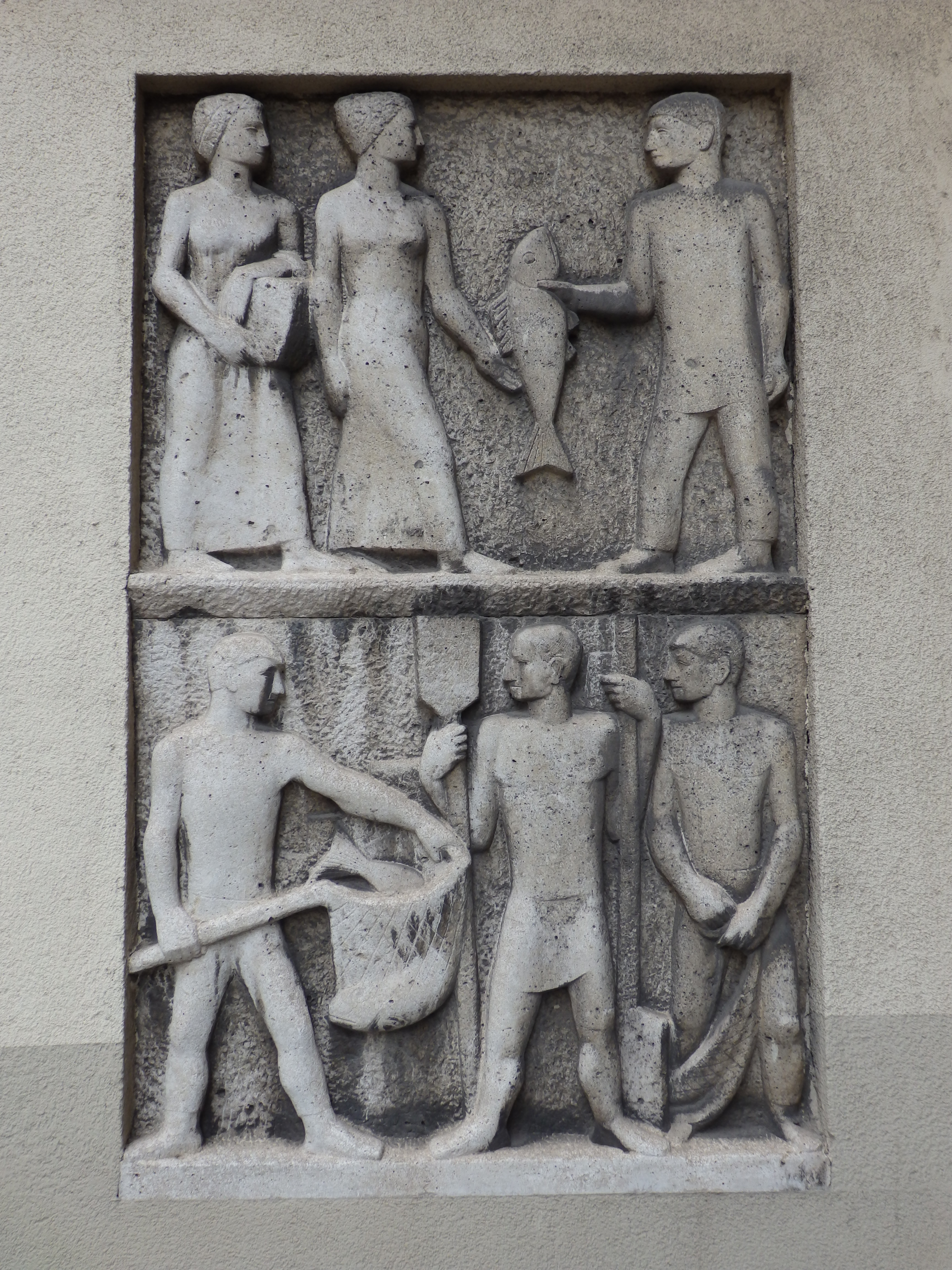
Fischhandel (1953), Relief von Rudolf Schwaiger am Gemeindebau Fischerstiege 1–7

## Gebäude

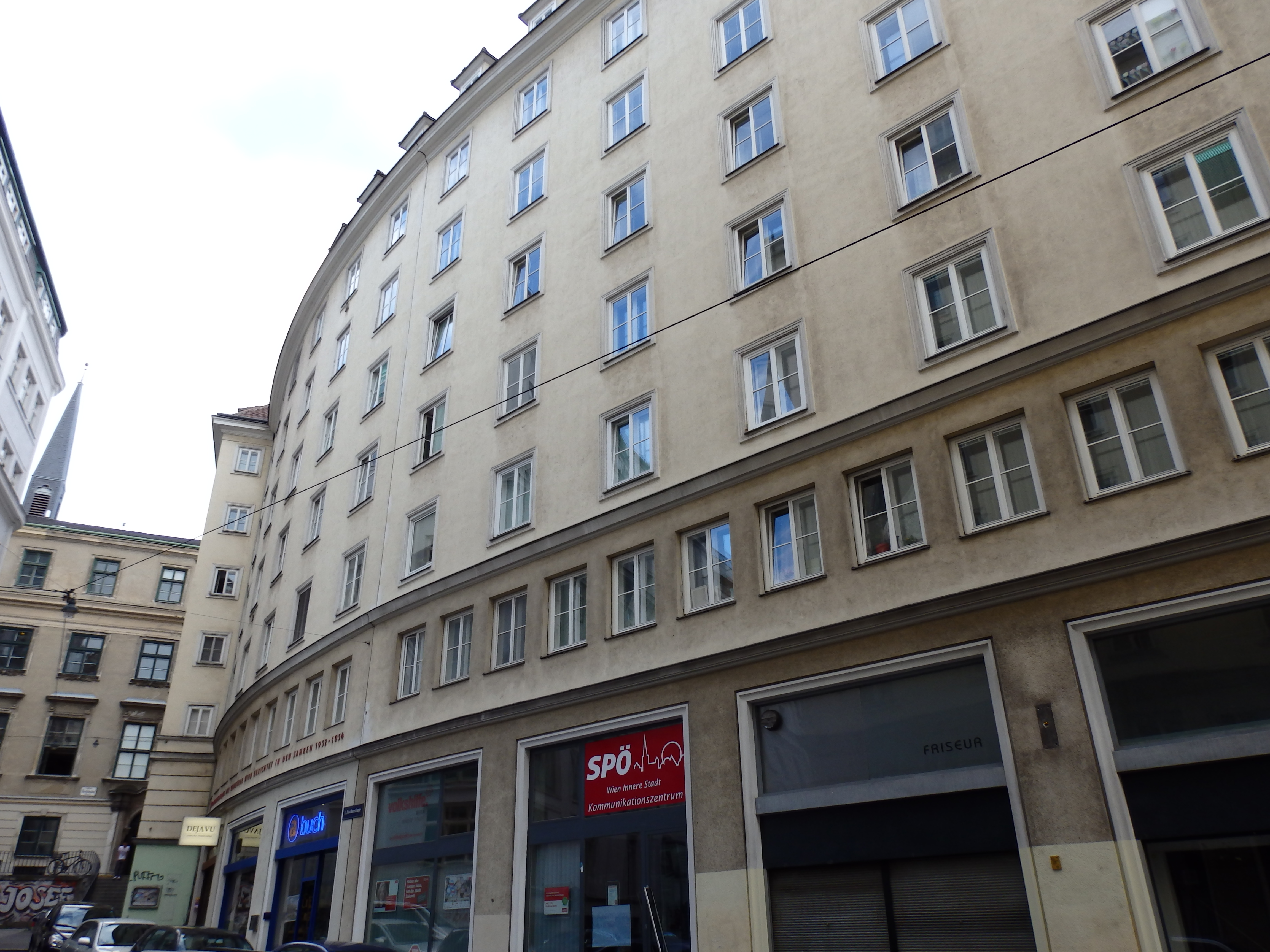
Gemeindebau, Fischerstiege 1–7 (1952–1954)

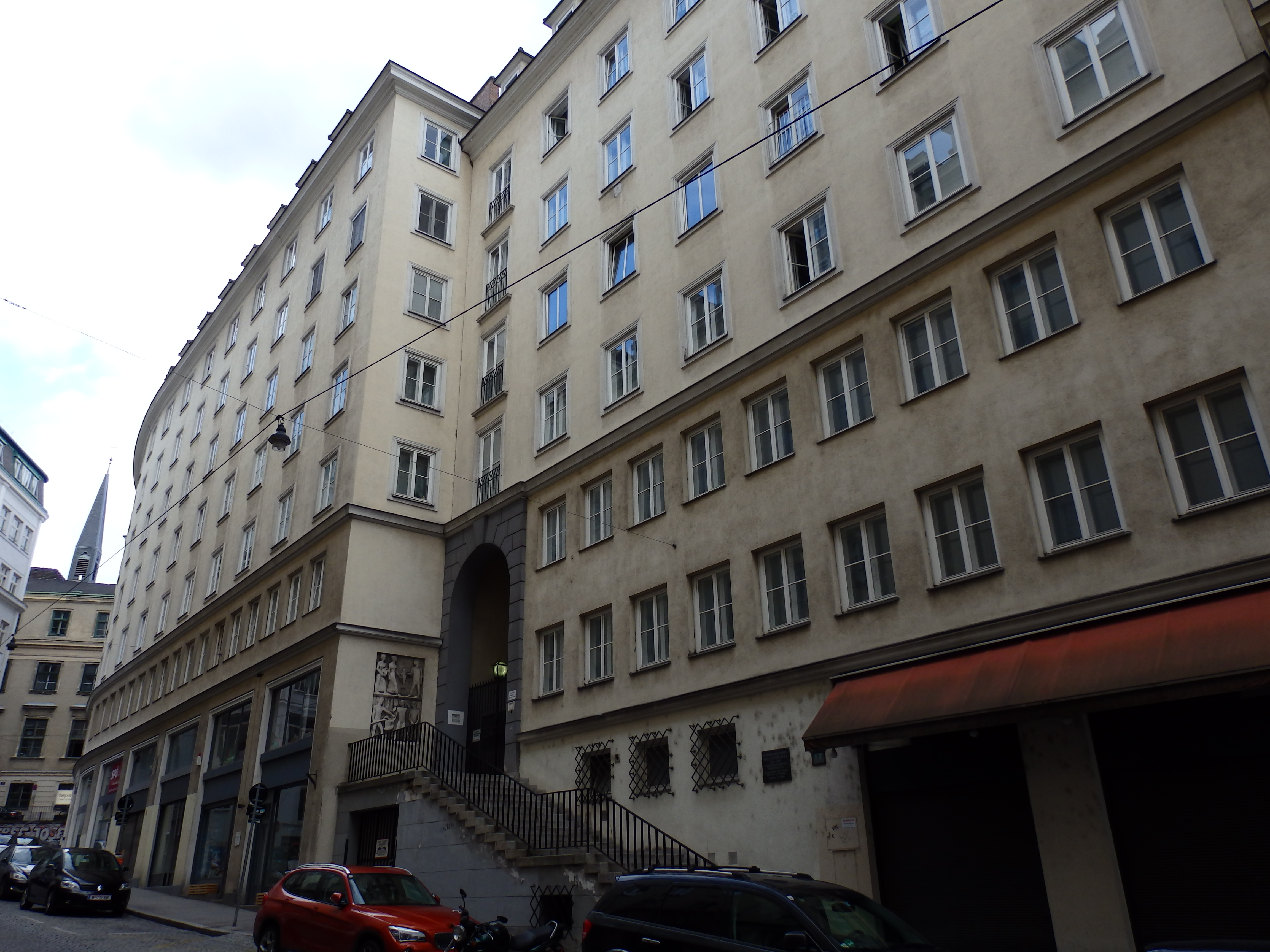
Gemeindebau, Fischerstiege 1–7 (1952–1954)

### Nr. 1–7: Gemeindebau
Bei den Vorgängerbauten handelte es sich um alte, verwinkelte Wohnhäuser; besonders Nr. 3 soll eine siebenhundertjährige Geschichte gehabt haben. An diesem Haus befand sich ein Wandgemälde mit dem Fischzug Petri und der Inschrift: Dies Haus steht in Gottes Hand, Zur Fischerstiege wird es genannt. 1923 gelangte es in den Besitz der Stadt Wien. Nach den Kriegszerstörungen blieben die Häuser zunächst noch stehen. 1948 stürzte Haus Nr. 1 ein, zwei Jahre später drohte den Häusern Nr. 3 und 5 dasselbe Schicksal. Da eine Renovierung als nicht möglich angesehen wurde, erfolgte 1952 ein Neubau, der die Parzellen 1 bis 7 umfasste.
Der Gemeindebau wurde in den Jahren 1952 bis 1954 nach Plänen von Otto Niedermoser und Hans Petermair ausgeführt. Es wurde auf die Altstadtstruktur und die angrenzenden Bauwerke Rücksicht genommen und eine mehrteilige Wohnanlage mit Innenhöfen und, infolge des beachtlichen Niveauunterschiedes von 5 Metern, mit einer abgetreppten Fassadenstruktur geschaffen. An der Ecke zur Salvatorgasse griff man sogar zu einer historisierenden Fassadengestaltung mit zusammengezogenen Fensterachsen und Fensterverdachungen, und profilierten Steinrahmungen der Fenster und Türen. Im unteren Bereich der Fischerstiege liegt ein rustiziertes Portal, das über eine Stiege erreichbar ist. Daneben findet sich ein Wandrelief, den Fischhandel darstellend, von Rudolf Schwaiger aus dem Jahr 1953. Über dem Eingang an der Salvatorgasse befindet sich ein Taubenfries von Josef Pillhofer aus demselben Jahr. Eine Gedenktafel erinnert an den Librettisten Peter Herz.
Der Gemeindebau umfasst 116 Wohnungen. In den Jahren 1988 bis 1990 erfolgte eine Sanierung der Anlage, bei der auch ein Lift eingebaut wurde. Die Anlage steht unter Denkmalschutz.

### Nr. 2: Wohn- und Geschäftshaus
Das monumentale, an drei Seiten freistehende Wohn- und Geschäftshaus zwischen Salvatorgasse, Fischerstiege und Sterngasse wurde 1911–1912 von Viktor Siedek im späthistoristischen Stil errichtet. Es liegt an der Hauptadresse Sterngasse 13.

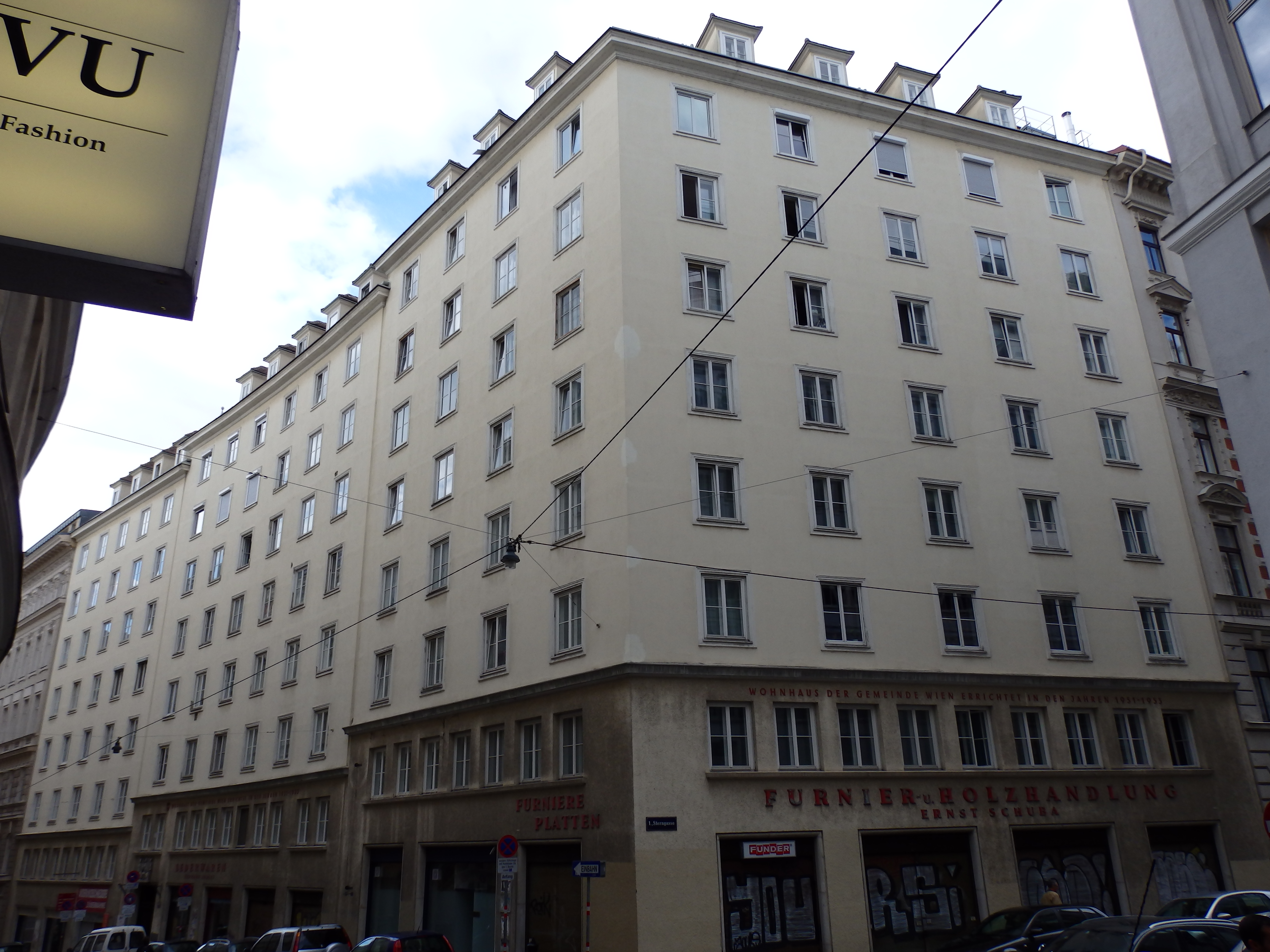
Gemeindebau (1952–1954), Fischerstiege 4–8

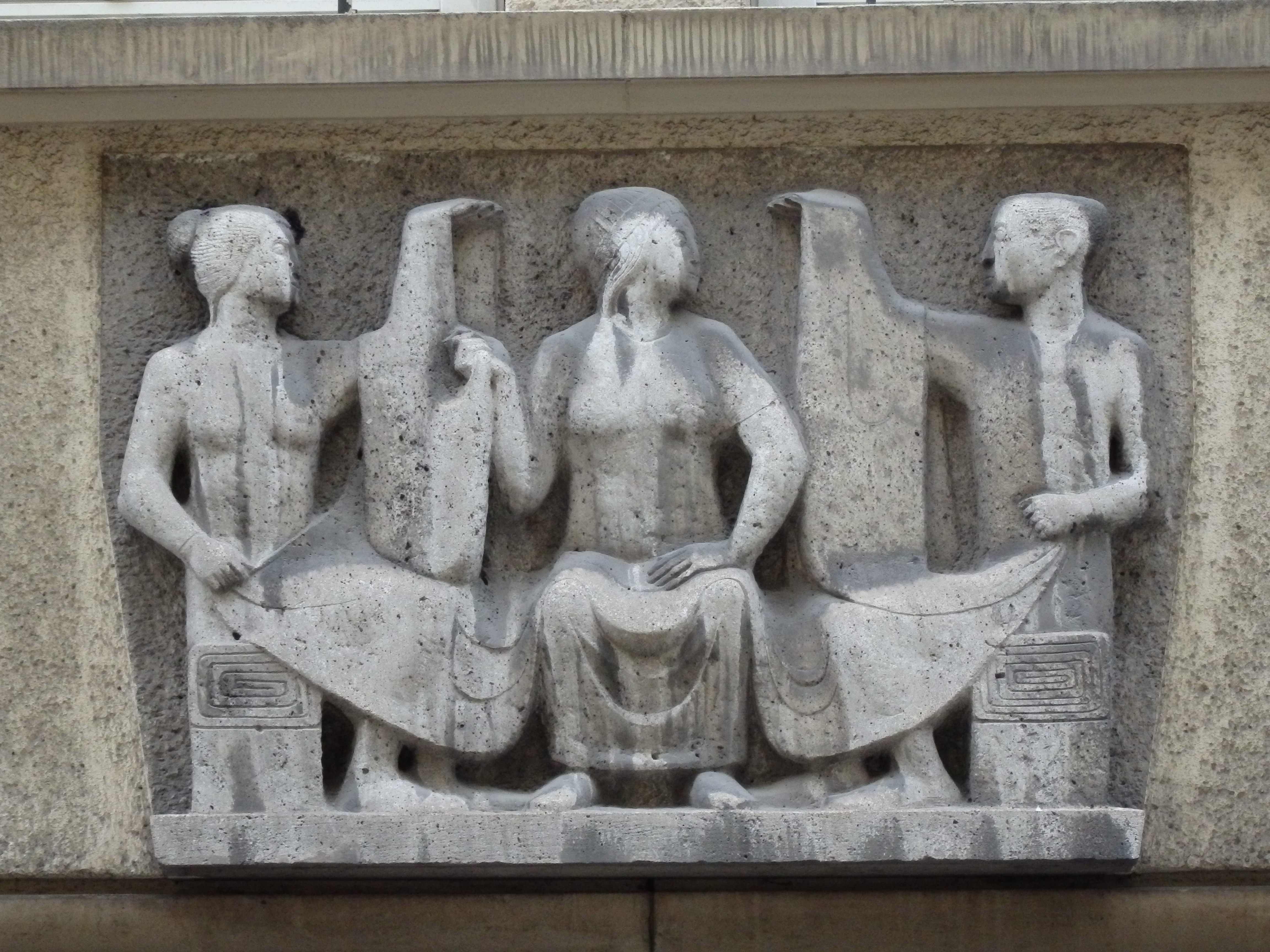
Stoffhandel (1953) von Oskar Bottoli, Fischerstiege 4–8

### Nr. 4–8: Gemeindebau
Das Gegenstück zur Wohnhausanlage Nr. 1–7 wurde von den gleichen Architekten zur gleichen Zeit geschaffen. Dabei handelt es sich um einen Eckbau an der Sterngasse und der Fischerstiege mit dahinterliegendem Innenhof. Die Fassade ist wegen des Niveauunterschiedes ebenfalls abgestuft. Wie beim gegenüberliegenden Bau ist sie vertikal in eine Geschäftszone, ein Zwischengeschoß und eine Hauptzone mit vier bzw. 5 Geschoßen gegliedert. Hier wie dort schließt ein Steildach mit Dachgaupen ab. Über dem Eingang befindet sich ein Steinrelief Stoffhandel von Oskar Bottoli aus dem Jahr 1953.
Die Anlage umfasst 66 Wohnungen. Sie steht unter Denkmalschutz.

### Nr. 9: Bärringer-Hof

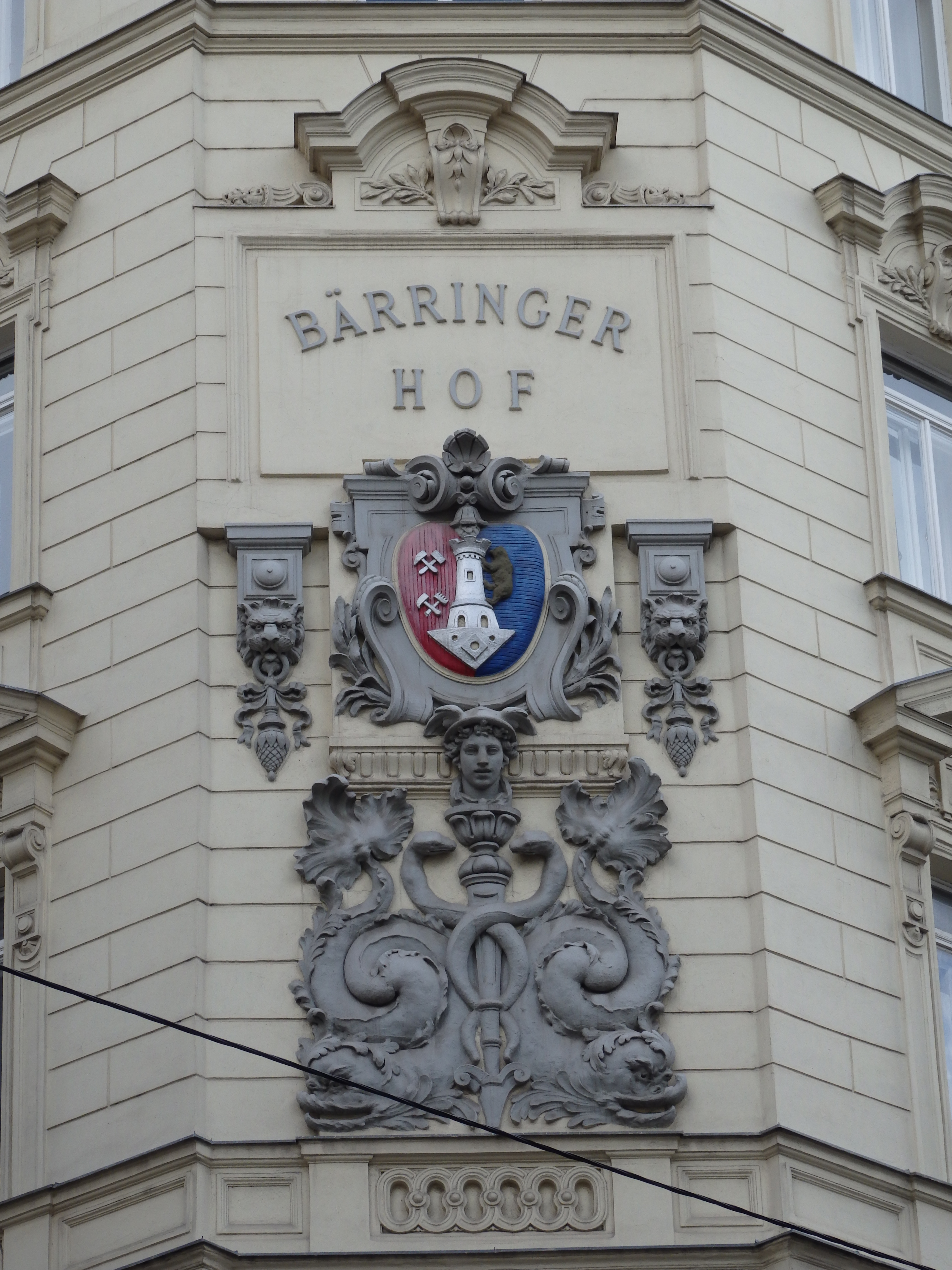
Wappenkartusche, Bärringer-Hof, Fischerstiege 9

Arnold Lotz erbaute 1897 dieses Wohn- und Geschäftshaus an der Ecke Fischerstiege / Salzgries im späthistoristischen Stil. Charakteristisch ist sein abgeschrägter Eckrisalit mit großer Wappenkartusche in reicher ornamentaler Rahmung. Die zweigeschoßige, teilweise noch originale Geschäftszone wird durch Pilaster gegliedert. Auf das genutete Mezzanin folgt die Oberzone mit auf Volutenkonsolen ruhenden Balkonen und reich gerahmten Fenstern. Das Attikageschoß wird durch ein Konsolgesims abgeschlossen.
Nach Kriegsschäden wurden sechs Fensterachsen der Fassade zum Salzgries nicht mehr originalgetreu wiederhergestellt. Über den beiden Portalen befinden sich Löwenmasken und Hermesköpfe. Das Vestibül ist durch Marmorsäulen, stuckierte Wandfelder und eine verglaste hölzerne Portierloge repräsentativ angelegt. Die Bodenfliesen, das schmiedeeiserne Geländer mit geflügelten Drachen am Treppenansatz und die Liftgitter sind ebenfalls noch aus der Bauzeit.

### Nr. 10: Miethaus

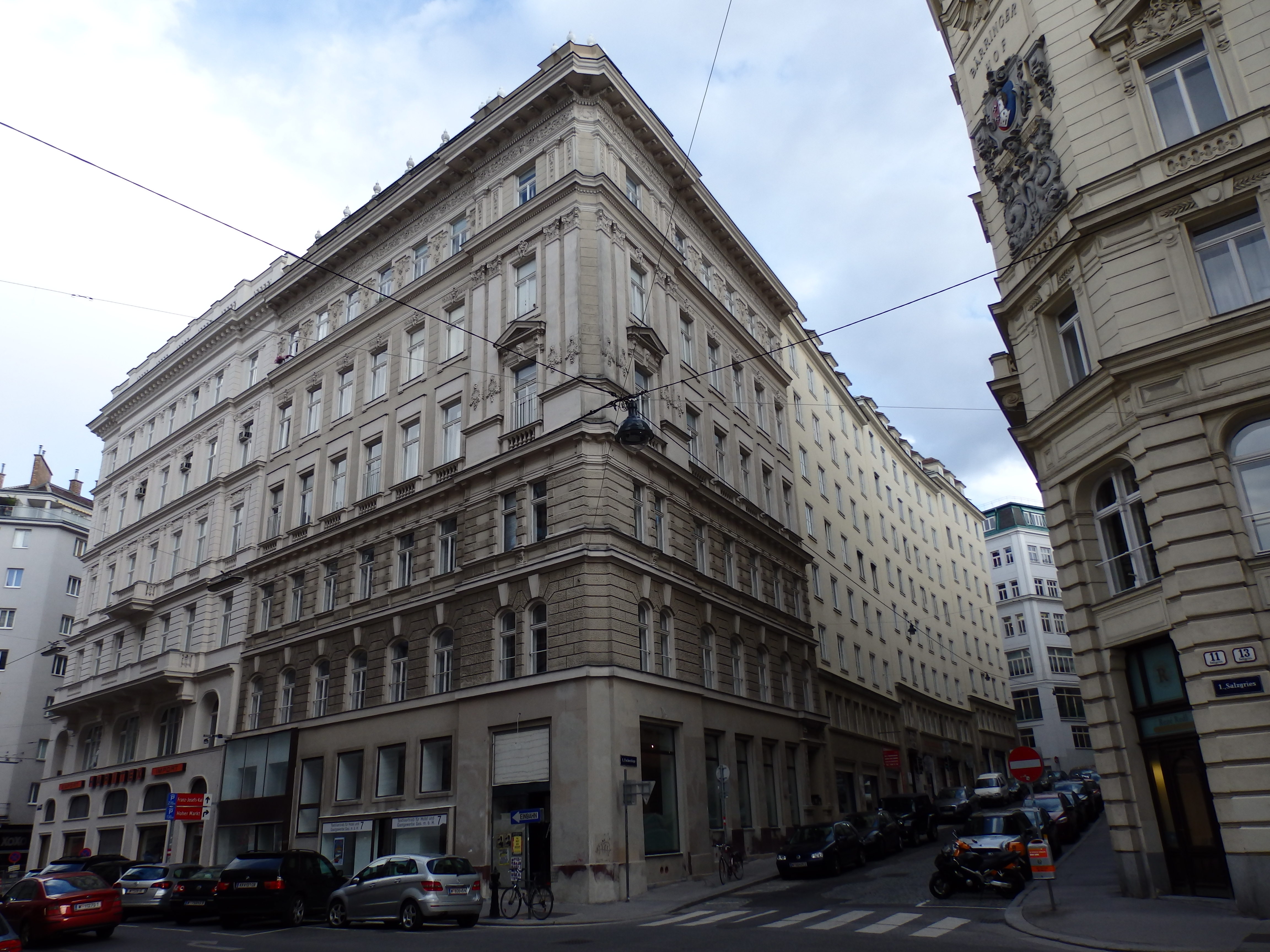
Fischerstiege 10

Das Miethaus Ecke Fischerstiege / Salzgries wurde 1892 von Ferdinand Dehm und Franz Olbricht im späthistoristischen Stil in Formen der Neorenaissance erbaut. Der Eckrisalit tritt nur schwach hervor. Das Erdgeschoß besitzt keinerlei Dekor der ursprünglichen Gestaltung mehr. Der obere Teil der Geschäftszone ist genutet, das Mezzanin gebändert. Die Obergeschoßzone zeigt am Eckrisalit kolossale Doppelpilaster. Das Attikageschoß ist durch Pilaster gegliedert und trägt ein Konsolgesims mit vegetabilem Fries. Ein ursprünglicher Eckturm wurde 1951 abgetragen. Das Foyer ist durch reich stuckierte Wandfelder mit Putten und Rankendekor geschmückt. Die Windfangtür besitzt Ätzglasfenster. Bodenfliesen und Stiegengeländer sind noch im originalen Zustand.